# Departamentul Ouallam
Departamentul Ouallam este un departament din  regiunea Tillabéri, Niger, cu o populație de 281.821 locuitori (2001).